# Chlamydopsis setifera
Chlamydopsis setifera är en skalbaggsart som beskrevs av Michael S. Caterino 2003. Chlamydopsis setifera ingår i släktet Chlamydopsis och familjen stumpbaggar. Inga underarter finns listade i Catalogue of Life.